# Eucryphia cordifolia
L’ulmo (Eucryphia cordifolia Cav.) è un albero sempreverde della famiglia Cunoniaceae, diffuso in Cile ed Argentina il cui habitat naturale, situato lungo la cordigliera delle Ande fino ad un'altezza di circa 700 metri sul livello del mare, è minacciato dal disboscamento.

## Descrizione
Si presenta come un albero molto elegante con un grosso tronco ed un'ampia chioma e può arrivare a misurare circa 12 metri di altezza. La fioritura avviene tra febbraio e marzo, a seconda della latitudine e dell'altitudine cui si trova la pianta. Il fiore è composto da quattro petali bianchi, mentre il frutto si presenta come una capsula di circa 1,5 cm di lunghezza.

## Distribuzione e habitat
La specie è diffusa in Argentina e Cile.

## Usi
I suoi fiori contengono un nettare molto apprezzato ed aromatico, raccolto da api europee importate che viene commercializzato come miele di ulmo.
Il legno ha un colore che va dal marrone chiaro al marrone, è piuttosto duro e abbastanza resistente alla corrosione. Viene utilizzato a livello locale sia per l'edilizia che come legna da ardere.